# Frank Lampard, Sr.
Frank Richard George Lampard (n. 20 septembrie 1948) este un fost fotbalist englez care juca pe postul de fundaș stânga. El a petrecut cea mai mare parte a carierei sale la West Ham United și o scurtă perioadă a jucat la Southend United. A fost selecționat de două ori la echipa națională de fotbal a Angliei.
Frank Richard George Lampard s-a născut în East Ham, Essex, fiind fiul lui Frank Richard Lampard (1920–1953) și al Hildei D. Stiles (n. 1928). El mai are o soră pe nume Gwendoline, care este cu un an mai mică decât dânsul. Când avea doar cinci ani, tatăl său a murit la vârsta de 33 de ani, în anul 1953.
Lampard a fost căsătorit cu Patricia Harris, înainte ca această să moară pe 24 aprilie 2008, ca urmare a unei complicații de pneumonie. Ei au trei copii: Natalie, Claire și Frank Jr., care în prezent este fotbalist profesionist.
Cumnatul său este Harry Redknapp, un antrenor de fotbal și fostul fotbalist. De asemenea el este unhiul fostului jucător al naționalei Angliei, al lui Liverpool, Tottenham și Southampton – Jamie Redknapp.